# Штефановічова
Штефановічова (словац. Štefanovičová) — село, громада округу Нітра, Нітранський край. Кадастрова площа громади — 12.4 км². Протікає річка Тврдошовський потік.
Населення 367 осіб (станом на 31 грудня 2019 року).

## Історія
Штефановічова згадується 1268 року.

## Населення
| Рік:            | 1994. | 2004. | 2014.    | 2024.   |
| --------------- | ----- | ----- | -------- | ------- |
| Кількість осіб: | 0     | 264   | 327      | 350     |
| Різниця:        |       | –     | +23,86 % | +7,03 % |

| Рік:            | 2023. | 2024.   |
| --------------- | ----- | ------- |
| Кількість осіб: | 339   | 350     |
| Різниця:        |       | +3,24 % |